# NGC 456
NGC 456 (другое обозначение — ESO 29-SC38) — эмиссионная туманность с рассеянным скоплением в Малом Магеллановом Облаке, в созвездии Тукан. Открыта Джеймсом Данлопом в 1826 году, описывается Дрейером как «довольно тусклый и крупный объект, неправильной, но округлой формы, пёстрый, но детали не различить, первый из нескольких подобных».
Изучение этого объекта показало, что, возможно, металличность объектов во Вселенной недооценена.
NGC 456 является второй по яркости областью H II в Малом Магеллановом Облаке и в связи с этим является важным объектом для изучения.
Этот объект входит в число перечисленных в оригинальной редакции «Нового общего каталога».